# Lenguas bantoides
Las lenguas bantoides son una rama propuesta de las lenguas Benue-Congo, subfamilia de las lenguas Níger-Congo.

## Clasificación
El término "bantoide" fue usado por primera vez por Krause en 1895, para referirse a lenguas que mostraban algunas semejanzas con el vocabulario de las lenguas bantúes. Greenberg en su libro The Languages of Africa (1963) definió el "bantoide" como un grupo que al que pertenece el bantú estricto junto con sus parientes más cercanos; es en este sentido como se sigue usando el término actualmente.
Williamson (1989) basándose en un trabajo previo de Blench (1987) presentó una propuesta de clasificación interna de las lenguas bantoides en dos grupos:
- Bantoide septentrional, que incluía a las lenguas mambiloides y dakoides, así como otros grupos menores.
- Bantoide meridional, que incluía el resto de lenguas bantoides, entre ellas las lenguas bantúes.

Ethnologue usa esta clasificación, aunque se ha puesto en duda la validez del grupo septentrional comounidad filogenética válida, de hecho algunos autores excluyen del grupo bantoide a las lenguas dakoides. Por otra parte el grupo meridional parece bien fundamentado e incluye como una rama más al numeroso grupo de lenguas bantúes.

## Comparación léxica
Los numerales para diferentes lenguas bantoides son:
| GLOSA | Bantoide N.    | Bantoide N. | Bantoide S.  | Bantoide S.             | Bantoide S.   | Bantoide S.       | PROTO- BANTOIDE | PROTO- CROSS |
| GLOSA | PROTO- MAMBIL. | DAKA        | PROTO- BENDI | PROTO- BEBOIDE- TIVOIDE | PROTO- EKOIDE | PROTO- BANTU      | PROTO- BANTOIDE | PROTO- CROSS |
| ----- | -------------- | ----------- | ------------ | ----------------------- | ------------- | ----------------- | --------------- | ------------ |
| '1'   | *mwe-/ *cen-   | nòòní       | *-kin        | *mɔ(m)                  | *-ʤi          | *-mòì             | *moi / *ɗi      | *-ɗĩ         |
| '2'   | *βaɾi          | bààrá       | *-ɸa         | *ɸai                    | *-βaɾ         | *-bàdɪ́            | *βadi           | *-βari       |
| '3'   | *taːɾ          | tárā        | *-cia        | *tati                   | *-sa          | *-tátʊ̀            | *tati           | *-tarĩ       |
| '4'   | *naː-          | nààsá       | *-ne         | *nai                    | *-ne          | *nàì              | *nai            | *-nai        |
| '5'   | *can-          | túùná       | *-tiaŋ       | *tiaŋ                   | *-ɾɔːn        | *-tâːnò ~ *-câːnò | *cʲan           | *-tiã(ŋ)     |
| '6'   | *5+1           | túnìn       | *5+1         | *3+3                    |               |                   | *5+1            | *5+1         |
| '7'   | *5+2           | dùtím       | *5+2         | *sima/ *3+4             |               |                   | *5+2            | *5+2         |
| '8'   | *5+3           | 7+1         | *5+3         | *ɲani                   | *4+4          |                   | *4+4/ *5+3      | *5+3         |
| '9'   | *5+4           | kúūm        | *5+4         |                         |               |                   | *5+4            | *5+4         |
| '10'  |                | 9+1         | *lifo        | *pu-                    | *wobo         | *kʊ́mɪ̀             | *kwop-          | *-ɗi-ob      |